# 卡拉巴赫经济区
卡拉巴赫经济区，阿塞拜疆共和国14个经济区之一，包含汉肯德、阿格贾贝迪区、阿格达姆区、巴尔达区、菲祖利区、舒沙区、泰尔泰尔区、霍贾雷区和霍贾文德区，面积为7,330 km²。

## 历史
2021年7月7日经济区重新划分之前，该经济区包含的各个区市中除阿格贾贝迪区、巴尔达区属于阿兰经济区，其他区市均属于上卡拉巴赫经济区。而相比此前的上卡拉巴赫经济区，卡拉巴赫经济区除了增加了阿格贾贝迪和巴尔达两区之外，原属上卡拉巴赫经济区的杰布拉伊尔区被划入东赞格祖尔经济区。